# Shannon Kleibrink
Pour les articles homonymes, voir Kleibrink.
Shannon Kleibrink, née le 7 octobre 1968 est une curleuse canadienne.

## Jeux olympiques
- Jeux olympiques d'hiver de 2006 à Turin  Italie:
  -  Médaille de bronze en Curling.